# 新深路
新深路（英語：San Sham Road），是一條連接香港落馬洲及深圳皇崗的過境道路，整條道路屬於禁區，除了領有以下證件的汽車及人士外，均嚴禁進入，違者將會被檢控。
- 邊境封閉道路通行許可證 (汽車專用)
- 邊境禁區通行證 (市民專用)
- 持有前往中國內地的有效旅遊證件的人士

## 道路限制
整段路面均已全面道路封閉，全段路面時速限制為每小時50公里。於晚上11點至早上6點半時段，市區的士及新界的士可接載乘客前往落馬洲管制站而無需領取「邊境封閉道路通行許可證」及「邊境禁區通行證」。

## 公共交通交匯處
於全日24小時的任何時間，北行線及南行線均設有四個上落客區，供乘客作出入境用途。
除此以外，於晚上11點至早上6點半期間，開放於專線小巴、市區的士及新界的士入內接載乘客。

## 特別設置
現時路面設有出入境設施及海關檢查。

## 速度偵測
往來方向均沒有固定的速度偵測相機，但於落馬洲大橋（由皇崗往落馬洲方向）有時會擺放流動式傾測相機，於入境後的新深路作出攔截。

## 交匯道路
- 新田交匯處
- 青山公路
- 古洞路
- 粉嶺公路
- 新田公路